# るなぱあく

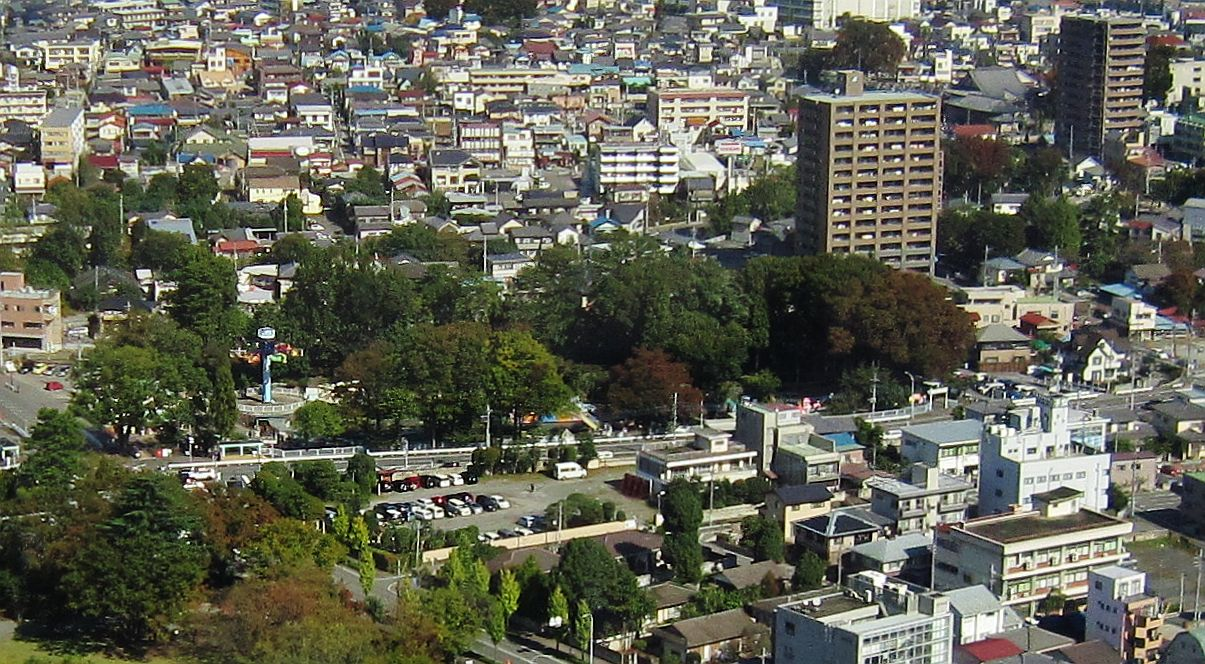
るなぱあく（群馬県庁展望ホールより見下ろす）

るなぱあくは、群馬県前橋市にある遊園地。正式名称は「前橋市中央児童遊園」で、前橋市が博覧会「前橋グランド・フェアー」の会場として1954年（昭和29年）11月1日に開設した。2004年（平成16年）4月に民間の指定管理者による運営へ移行し、市民公募によって「前橋るなぱあく」の愛称が付けられた。前橋出身である萩原朔太郎の詩集『遊園地にて』の「遊園地」に"ルナパーク"とルビがふられており、命名の由来は、萩原朔太郎ゆかりの公園から選ばれた。
コンセプトは「にっぽんいち なつかしい ゆうえんち」。遊具には開園時から修理を重ねて使われているものもあり、木馬などは10円と日本の遊園地としても最も安い水準で、昭和レトロを楽しめる施設として知られている。

## 概要
約8800メートルの敷地に飛行塔（高さ9メートル）、豆汽車、ミニヘリコプター、豆自動車、メリーゴーラウンド、くじらの波乗り、ウェーブスターライド、くるくるサーキットの8種の大型遊具、電動木馬5基、小型遊具11台という小さな遊園地である。電動木馬は日本国内で現存最古であり、置かれている「もくば館」は、「旧ラジオ塔」はとともに2007年（平成19年）、国の登録有形文化財に登録された。全国の遊園地で、稼働中の遊具で登録文化財となっている唯一のものである。
自走式ジェットコースターであるウェーブスターライドは、8人乗りという極めて小さなものである。
1980年代以降、各地につくられた大型レジャー施設との競合、入場者の減少、老朽化が進み、閉鎖論も出たが市民からの存続要望で閉園を免れた。2006年（平成18年）までは、市が競輪場の利益で運営していた。
2016年度（平成28年度）の延べ利用者数は約146万人で、1954年（昭和29年）の開園以来、最多を記録した。

## 利用料
条例で入園は無料、小型遊具は1人1回10円と定められている。木馬も開園以来10円である。大型遊具は開園当初は10円、1973年（昭和48年）から20円、1976年（昭和51年）から40円、2002年（平成14年）から50円。雑誌『アクティブじゃらん』によると、日本一安い遊園地とのことである。3歳以下の子供に付き添う大人は無料で、これは、低年齢児の安全確保のために、付添者の添乗を義務付けている代わりに、料金を取らないという安全対策を優先しているためで、全国でも珍しい。
前橋市が発行したチケット（有効期限未設定のもの）は現在でも利用が可能であるが、指定管理者制度が導入されてからのチケットは、原則として現管理者発行のチケットのみ利用が可能である。

### 割引
- 群馬県民の日（10月28日）：無料で利用できる遊具が多い[4]。
- 平日の団体割引（5名以上での申込）：土日、祝日を除く平日限定。団体で利用する人向けの一日券。大型遊具は乗り放題。一人400円／日。年齢・人数の上限はなし。前日までに電話での予約が必要。
- 減免：身体障害者手帳、療育手帳、精神障害者保険福祉手帳 等の提示が必要。回数券、利用券共に通常料金の半額となる。
- 乗り放題パスポート：新型コロナウィルス感染症対策の一環として「コロナ対策パスポート」を期間限定で新設。利用者から大変好評であった事から、新型コロナウィルス感染症が「5類感染症」へ移行した際に名称を変更し継続。大型遊具は乗り放題。一人400円／遊器具利用券（50円券）8枚との等価交換が必要。団体割引と違い、予約は必要なく、土日、祝日も利用が可能。

## 利用情報

### 開園時間
- 3月〜10月…9:30〜17:00
- 11月〜2月…9:30〜16:00
- 夏休み期間（7月20日〜8月31日）…9:30〜18:00

夏休み期間は前橋市の公立小中学校の夏休みに準ずる。利用者の増減等により、夏休み期間の開園時間は開園年度により変更あり確認が必要。また、完全屋外施設であるため、雨天時は閉園となる可能性が大きい。

### アクセス[8]
路線バスでは、前橋駅北口発で「前橋公園前」または「遊園地坂下」下車、新前橋駅西口発で「遊園地坂下」下車、上毛電気鉄道上毛線中央前橋駅前発で「臨江閣前」下車。
自家用車向けに専用駐車場があるほか、前橋公園や旧県知事公舎の無料駐車場が利用できる。

## 指定管理者
2006年（平成18年）4月1日 - 2009年（平成21年）3月31日
NPO法人波宜亭倶楽部（理事長：野本文幸）
- 園長：佐藤恭一（2006年（平成18年）4月1日 - 2008年（平成20年）3月31日）
- 副園長：佐々木正二（2006年（平成18年）4月1日 - 2009年（平成21年）3月31日）

2009年（平成21年）4月1日 - 2014年（平成26年）3月31日
NPO法人まやはし (理事長 - 野本文幸）
- 園長：田原学（2008年（平成20年）4月1日 - 2015年（平成27年）3月31日）
- 副園長：中村楯夫 他多数（2009年（平成21年）4月1日 - 2015年（平成27年）3月31日）

2014年（平成26年）4月1日 - 2015年（平成27年）3月31日
一般財団法人前橋振興公社（理事長：吉澤幸男）
2015年（平成27年）4月1日以降
株式会社オリエンタル群馬（代表取締役：中埜智親）
- 園長：原澤宏治（2015年（平成27年）4月1日 - ）
- 副園長：井階渉（2015年（平成27年）4月1日 - 2020年（令和2年）3月31日）
- 副園長：津久井正晴（2020年（令和2年）4月1日 ‐ 2023年（令和5年）3月31日）
- 副園長：當山民人（2022年（令和4年）10月1日 ‐ ）